# Німецько-радянська війна
Німе́цько-радя́нська війна́ (у радянській та російській історіографії знана як «Велика Вітчизняна війна») — війна між Німеччиною та Радянським Союзом, що тривала від 22 червня 1941 року до 8 травня 1945 року. Складова східноєвропейського театру воєнних дій Другої світової війни. На боці Німеччини виступили Італія, Угорщина, Румунія, Хорватія, Болгарія, Словаччина й Фінляндія. Радянський Союз підтримували держави-союзники, насамперед США та Велика Британія.
Бої німецько-радянської війни є одними з наймасштабніших у воєнній історії XX століття. Війна мала тотальний характер і супроводжувалася надзвичайною жорстокістю, масштабними руйнуваннями населених пунктів, знищенням великих груп населення, депортаціями тощо. Близько третини усіх загиблих у Другій світовій війні припадає на німецько-радянську війну.[джерело?]
Перебіг війни зумовив поразку Німеччини, а з нею усіх країн Осі в Другій світовій війні. Результати війни спричинили посилення СРСР та сприяли створенню в Східній Європі, насамперед Польщі та Німеччині, низки залежних від нього комуністичних режимів.
Вважається, що найбільш руйнівну стратегічну роль у розгромі військ країн Осі на європейському континенті, найбільшими серед яких був німецький Вермахт, в складі антигітлерівської коаліції вніс Радянський Союз.

## Назва
- Німе́цько-радя́нська війна́, або Радя́нсько-німе́цька війна́ (англ. Soviet-German War, нім. Deutsch-Sowjetische Krieg) — назва війни в сучасній західній[джерело?] і українській історіографії.[7][8][9]
- Східний фронт (англ. Eastern Front) — назва що використовується на Заході[10][11].
- Наци́стсько-радя́нська війна́ — назва в роботі Ореста Субтельного.[12]
- Велика Вітчизняна війна (рос. Великая Отечественная война) — назва в радянській історіографії та низці пострадянських країн. Позначення «вітчизняна війна» щодо війни СРСР та Німеччини вперше з'явилося у виступі наркома закордонних справ В. М. Молотова по радіо 22 червня 1941[13][14]
- Перша Соціалістична війна — назва від військового аналітика Володимира Різуна (літературний псевдонім Віктор Суворов) у книзі «Беру свої слова назад» через сутичку в ній двох перших у світі соціалістичних держав на шляху до світового панування.
- Східна кампанія (нім. Ostfeldzug) — назва, що використовувалася в Третьому Райху[15].

## Передумови
Після того, як у 1933 році канцлером Німеччини став Адольф Гітлер, а наступного — НСРПН здобула всю повноту влади в країні, ідея реваншу за поразку в Першій Світовій війні для німців стала домінуючою у зовнішній політиці нацистів. 1936 року в порушення Версальського договору і Локарнських угод, німецькі війська окупували Рейнську область, у 1938-му анексували Австрію, що стала однією із земель Райху, у 1939-му — окупували і розчленували Чехословаччину. Усі намагання Британії та Франції «замирити» Гітлера виявились марними — жодна з цих агресій не зустріла серйозної протидії з боку світових держав, і 5 січня 1939 року Німеччина заявила претензії на вільне місто Данциг, 23 березня змусила Литву передати їй Клайпедський край, а 1 вересня того ж року напала на Польщу, що стало початком Другої Світової війни.
Після успішно проведених бойових дій у Польщі та Франції серед німецьких офіцерів зміцнилася віра у Гітлера та нацистський режим. Однак при цьому радники Гітлера та МЗС Німеччини виступали проти війни із СРСР, оскільки не хотіли більше «випробовувати долю». Сам Гітлер не погоджувався з ними, стверджуючи, що СРСР у будь-який момент може першим розв'язати війну проти Третього Рейху, тому, щоб запобігти цьому, німецька армія повинна завдати превентивних ударів по Радянському Союзу. Головною метою майбутньої війни з Росією для Гітлера було розширення «життєвого простору» на Схід за рахунок територій, що входили до її складу; натомість Гітлер запевняв своїх підлеглих, що напад на Радянський Союз є лише способом забезпечити перемогу у війні з Великою Британією.
Німецько-радянській війні передувала змова СРСР і Німеччини щодо розподілу Східної Європи та Балкан (Пакт Молотова — Ріббентропа). Протягом 1939 — першої половини 1941 років обидві держави ліквідували Польщу, країни Балтії, а також балканські держави. СРСР та Німеччина отримали спільні кордони, а також привід для наступу на сусіда для «звільнення» завойованих ним територій.
Дати:
- 19 серпня 1939 року — СРСР та Німеччина уклали торговельний договір
- 24 серпня 1939 року — СРСР та Німеччина уклали пакт про ненапад (Пакт Молотова — Ріббентропа) та розподіл сфер впливу у Східній Європі.
- 1 вересня 1939 року — Німеччина напала на Польщу.
- 17 вересня 1939 року — СРСР напав на Польщу.
- 30 листопада 1939 року — СРСР напав на Фінляндію.
- 28 червня 1940 року — СРСР здійснив Бессарабсько-Буковинський похід.
- 14 липня 1940 року — СРСР окупував Литву, Латвію та Естонію.
- 18 грудня 1940 року — Німеччина затвердила план «Барбаросса».
- 1 червня 1941 року — Німеччина окупувала країни Балкан.

### Співвідношення сил на радянському західному кордоні
У праці російського вченого Михайла Мельтюхова «Втрачений шанс Сталіна» виведено співвідношення сил СРСР та Третього Рейху на радянському кордоні на початку 22 червня 1941 року:
|                     | Німеччина та союзники | Радянський Союз | Співвідношення |
| ------------------- | --------------------- | --------------- | -------------- |
| Дивізії             | 166                   | 190             | 1 : 1,1        |
| Військовий персонал | 4 306 800             | 3 289 851       | 1,3 : 1        |
| Гармати та мортири  | 42 601                | 59 787          | 1 : 1,4        |
| Танки               | 4 171                 | 15 687          | 1 : 3,8        |
| Бойові літаки       | 4 846                 | 10 743          | 1 : 2,2        |

У розділі «Місце „Східного походу“ в стратегії Німеччини 1940—1941 р. і сили сторін на початку операції „Барбаросса“» цієї книги показано, що на початок війни, 22 червня 1941 року, СРСР володів кількісною та якісною перевагою у військовій техніці, а Третій Райх — у живій силі, військовому досвіді та високому моральному піднесенні військ після блискучих перемог у Європі.
Інший дослідник радянсько-німецького конфлікту, Олег Пленков, наводить дані, згідно з якими станом на 22 червня 1941 радянська Червона армія за чисельністю перевищувала Вермахт у більш за півтора раза (приблизно 5 млн та 3,2 млн солдатів відповідно). Однак при цьому було якісно реорганізовано керівництво вермахту порівняно з «кайзерівською» добою: серед військових керівників було багато фельдмаршалів, також створено керівництво груп армій (чого в період Першої світової війни не було) та Верховне командування вермахтом (ОКВ), завдяки чому Гітлер мав безпосередній доступ до оперативного керівництва армією.
Існує також думка і серед інших істориків, що це була превентивна акція, і саме плани нападу СРСР на свого союзника Третій Райх, які існували на той момент, змусили Німеччину здійснити напад першою. Німеччина просто випередила Радянський Союз, напавши першою, як стверджує сучасний історик Віктор Суворов у книзі «Криголам».
Станом на 22 червня 1941 німецька армія на Сході мала наступний склад:
- група армій «Південь» (головнокомандувач — фельдмаршал Герд фон Рундштедт) — складалася із 6-ї армії фельдмаршала В. фон Райхенау, 11-ї армії генерал-полковника О. фон Шоберта, 17-ї армії генерала піхоти К. фон Штюльпнагеля та 1-ї танкової групи генерал-полковника Е. фон Клейста; всього в групі армій «Південь» нараховувалося 29 піхотних, 5 танкових, 4 моторизовані дивізії, а також 14 дивізій із Румунії;
- група армій «Центр» (головнокомандувач — фельдмаршал Ф. фон Бок) — складалася з 2-ї армії генерал-полковника М. фон Вайкса, 4-ї армії фельдмаршала Г. фон Клюге, 9-ї армії генерал-полковника А. Штрауса, 2-ї танкової групи генерал-полковника Г. В. Гудеріана та 3-ї танкової групи генерал-полковника Г. Гота; всього в групі армій «Центр» нараховувалося 31 піхотна дивізія, 9 танкових, 7 моторизованих та 1 кавалерійська дивізія;
- група армій «Північ» (головнокомандувач — фельдмаршал В. фон Лееб) — складалася з 16-ї армії генерал-полковника Е. Буша, 18-ї армії генерал-полковника Г. фон Кюхлера та 4-ї танкової групи генерал-полковника Е. Гепнера; всього в групі армій «Північ» нараховувалося 20 піхотних дивізій, 3 танкові та 3 моторизовані дивізії.

### Зосередження сил союзників Третього Райху
Румунія направила армію до 200 тисяч чоловік: охоронні частини, авіаескадрильї, Чорноморський флот і Дунайська військова флотилія. Найближчими цілями Румунії були Бессарабія і Північна Буковина — території які силою відібрав у неї СРСР в 1940 році, перспективними — Чорноморське узбережжя від Дунаю до Дніпра, включаючи Кримський півострів. Судячи з усього, цих територій в разі перемоги Третього рейху Румунія б не отримала.
Угорщина мала три польові армії і експедиційний корпус, чисельність військ понад 500 тис. чоловік. Метою Угорщини були Закарпаття, Північна Трансильванія, і деякі югославські території.
Італія направила до СРСР експедиційний корпус, перетворений потім в армію чисельністю до 200 тис. чоловік. Італія не мала територіальних претензій до СРСР. Вона прагнула до домінування на Середземноморському театрі (гасло: «Корсика-Ніцца-Савоя і Мальта-Кіпр — італійські»), а також до розширення своїх територій на Балканах за рахунок Югославії (район Трієст — Фіуме).
Словаччина мала війська до 90 тис. чоловік. Хорватія зосередила охоронну дивізію до 10 тис. чоловік. Своїх територіальних претензій до СРСР вони не мали. Хорватська дивізія воювала переважно в Югославії. Але Словаччина і Хорватія хотіли утвердитися як незалежні держави, і як союзники Рейху.
Болгарія, яка підписала Берлінський (Троїстий) пакт, війну СРСР не оголошувала і своїх військ не вводила.
Іспанія послала «Блакитну дивізію» чисельністю 15 тисяч чоловік. Ніяких власних цілей в СРСР у неї не було.
Фінляндія 25 червня висунула проти СРСР дві армії, охоронні частини, ВПС і ВМФ, загальною чисельністю до 450 тис. чоловік. Проте активної участі в бойових діях фіни не брали, зупинившись на територіях окупованих СРСР в 1940 році після закінчення Зимової війни.
У Райху було створено 28 «Національних комітетів» заради створення майбутніх окупаційних урядів. Були підготовлені також спеціальні «роти» пропаганди, персонал військово-господарської адміністрації, адміністрації з вивезення культурних цінностей, збору результатів інженерних розробок, наукових досліджень тощо. Водночас особливу увагу намічалося приділити діяльності військово-господарської адміністрації в Україні в нафтоносних районах, що отримала найменування «Інспекція півдня» і підкорялася безпосередньо начальнику управління «Вермахту».

## Перебіг
Німеччина розпочала вторгнення на територію СРСР 22 червня 1941 р., до кінця 1942 року Червона армія відступала.
У своїй промові перед німецьким Рейхстагом на його 7 сесії, 11 грудня 1941 року Гітлер пояснив причину превентивного нападу на радянську Росію — значна концентрація військової техніки та частин Радянської армії на кордоні та плани нападу влітку 1941 року радянської Росії на Європу.
Союзники СРСР (США та Велика Британія) підтримували Радянський Союз технікою та харчовими продуктами через порти Мурманськ і Архангельськ, попри всі спроби німецького флоту блокувати морські шляхи сполучення та порти.

### 1941

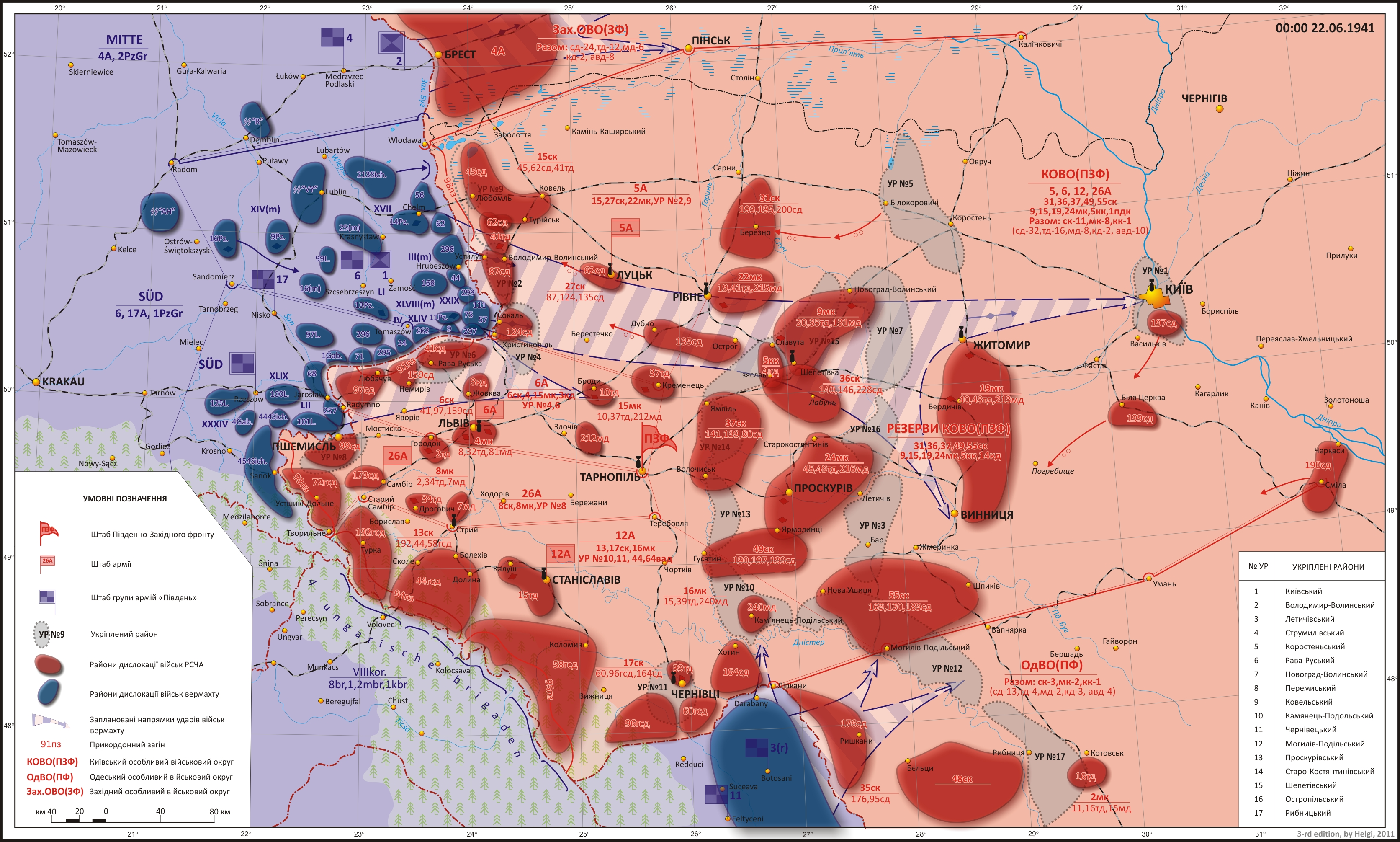
Оперативна карта розташування сил сторін у смузі ПЗФ і напрямки запланованих ударів військ вермахту, станом на ніч 22 червня 1941 року

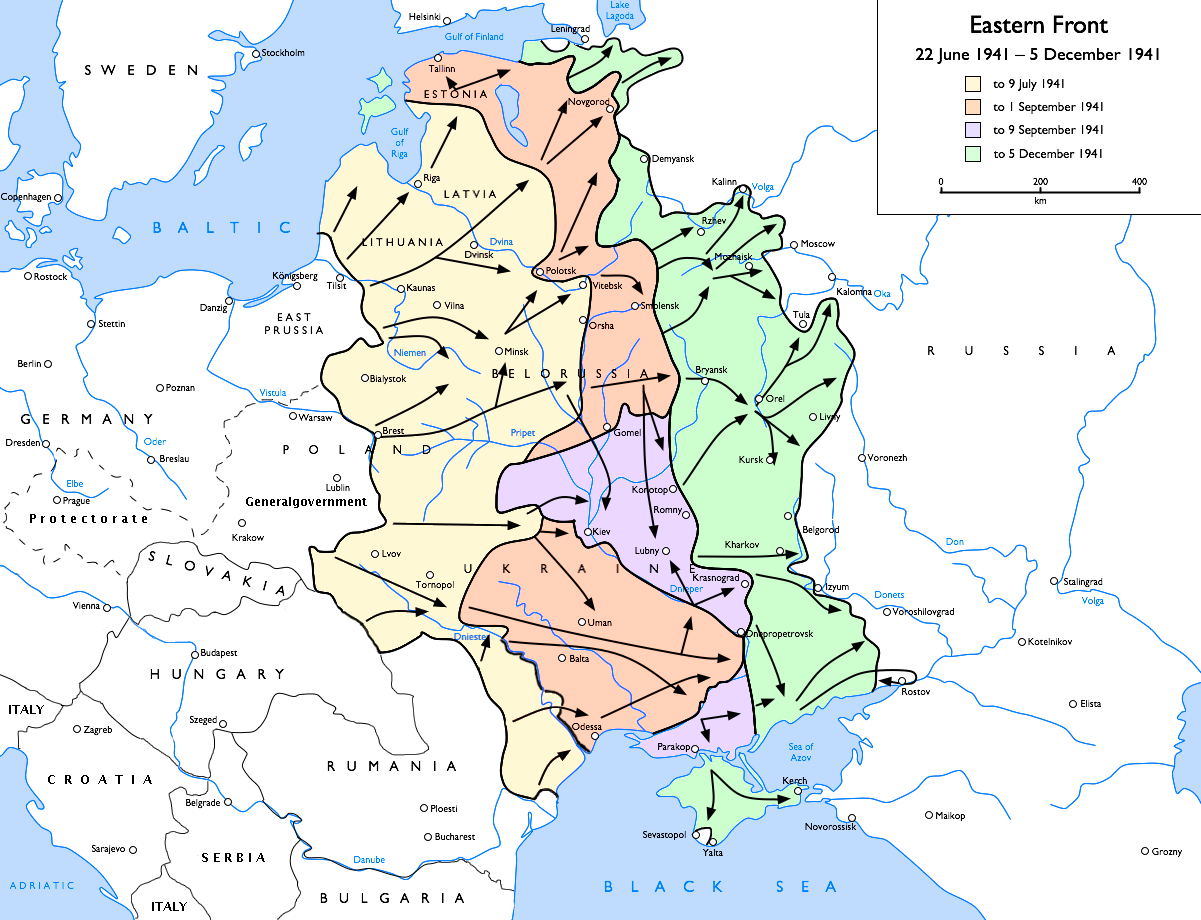
Наступ Німеччини: 22.6.1941 — 5.12.1941:
до 9 липня 1941
до 1 вересня 1941
до 9 вересня 1941
до 5 грудня 1941

22 червня 1941 року о 4.00 Йоахім фон Ріббентроп вручив меморандум радянському послу в Берліні В. Деканозову, в якому чітко виклав причини німецького нападу. В СРСР цей документ ніколи не оприлюднювався. Нацистське керівництво в меморандумі звинуватило СРСР у тому, що, всупереч Пакту Руббентропа-Молотова і публічним заявам свого уряду, СРСР вів підривну роботу в Німеччині та окупованих нею країнах по лінії Комінтерну. Радянський Союз, за твердженням керівництва Третього рейху, також надавав систематичну підтримку ворогам Німеччини в країнах Європи.
1941 рік пройшов у повній стратегічній і тактичній перевазі Німеччини. За пів року їй вдалося захопити Латвію, Литву, Естонію, Білорусь, Україну та частину земель європейської Росії. СРСР не спромігся організувати належну оборону на жодній ділянці фронту.
Називаючи причини поразок Червоної армії у перші місяці після нападу Німеччини, нідерландський історик Карел Беркгоф у дослідженні «Жнива розпачу: Життя і смерть в Україні під нацистською владою» значно важливішими, ніж нестача спорядження, зброї, завбачливості керівництва СРСР чи вишколу солдатів, називає «дезертирство і небажання воювати» (с. 23)
Це ж дослідження характеризує репресивні дії НКВС, а також застосування тактики «випаленої землі» Червоною армією при відступі з України.
- 22 червня — Нота міністерства закордонних справ Німеччини Радянському Уряду від 21 червня 1941, напад Німеччини на СРСР.
- 27 червня — Німеччина здобула Расейняй (Литовська РСР).
- 29 червня — Німеччина здобула Мінськ (БРСР).
- 30 червня — Німеччина здобула Берестя (БРСР); Волинь і Галичину (УРСР).
- 24 липня — Німеччина і Румунія захопили Бессарабію.
- 5 серпня — Німеччина здобула Смоленськ (РРФСР).
- 8 серпня — Німеччина здобула Умань і захопила Правобережну Україну.
- 31 серпня — Німеччина і Фінляндія здобули Таллінн (ЕРСР) і захопили Естонію.
- 8 вересня — Німеччина розпочала облогу Ленінграда (РСФСР).
- 19 вересня — Німеччина здобула Київ (УРСР).
- 16 жовтня — Німеччина і Румунія здобули Одесу (УРСР).
- 24 жовтня — Німеччина здобула Харків (УРСР) і захопила Лівобережжя та Слобожанщину.
- 2 жовтня — Німеччина розпочала наступ на Москву.
- 30 жовтня — Німеччина і Румунія розпочали облогу Севастополя.
- 27 листопада — Німеччина здобула Ростов-на-Дону (РСФСР).

### 1942
1942 рік позначився провалом німецького наступу на Москву та початком контрнаступу радянських військ. Німеччина спромоглася захопити Донщину, Кубань та Кавказ. В районі Сталінграда СРСР зміг організувати ефективний опір німецьким військам.
- 7 січня — СРСР відбив наступ Німеччини на Москву.
- 8 січня — СРСР розпочав Ржевську битву.
- 6 лютого — СРСР здобув Торопець і Холм.
- 21 квітня — СРСР здобув Дем'янськ (РРФСР).
- 28 травня — Німеччина відбила наступ СРСР в районі Харкова.
- 28 червня — Німеччина розпочала наступ на Донщину, Кубань і Кавказ.
- 4 липня — Німеччина здобула Севастополь (РРФСР).
- 6 липня — Німеччина здобула Воронеж (РРФСР).
- 17 липня — Німеччина розпочала битву за Сталінград.
- 21 серпня — Німеччина здобула Ельбрус і захопила Кубань і Кавказ.
- 19 листопада — СРСР розпочав наступ в районі Сталінграда.
- 18 грудня  — радянські війська ввійшли до першого населеного пункту УРСР — с. Півнівки Міловського району Ворошиловградської області. Розпочався набір «чорнопіджачників» до лав Червоної армії.
- 23 грудня — Німеччина втратила армію під Сталінградом.

### 1943
1943 рік позначився втратою стратегічної ініціативи Німеччини у війні. СРСР перейшов у наступ, відвоював Кавказ і Донщину, відкинувши німців на Україну. У районі Курської дуги відбулася найзапекліша танкова битва Другої світової війни, в результаті якої Німеччина остаточно перейшла до оборони по всьому фронту. Наприкінці року СРСР вдалося захопити Східну Білорусь та Східну Україну.
- 16 січня — СРСР здобув Великі Луки (РРФСР).
- 2 лютого — СРСР розбив Німеччину під Сталінградом. Перелом у війні на користь СРСР.
- 15 березня — Німеччина відбила наступ СРСР під Харковом.
- 31 березня — СРСР здобув Ржев (РРФСР).
- 4 липня — СРСР розпочав наступ на Курській дузі.
- 5 серпня — СРСР здобув Орел та Білгород (РРФСР).
- 23 серпня — СРСР розбив Німеччину на Курській дузі, здобув Харків, УРСР і захопив Слобожанщину.
- 24 серпня — СРСР розпочав битву за Дніпро.
- 2 жовтня — СРСР здобув Смоленськ.
- 6 листопада — СРСР здобув Київ.
- 24 грудня — СРСР розпочав Дніпровсько-карпатську операцію.
- 31 грудня — СРСР здобув Житомир (УРСР).

### 1944

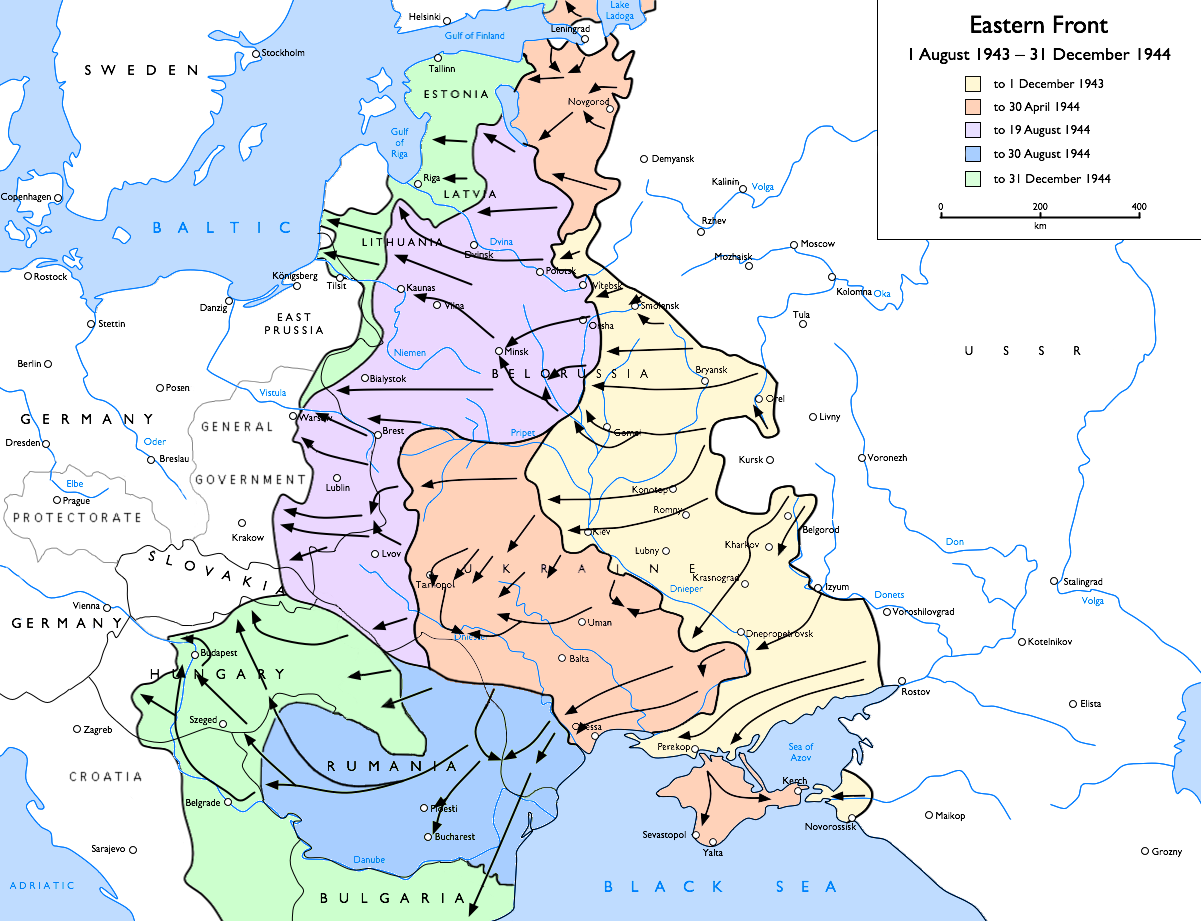
Наступ СРСР: 1.8.1943 — 31.12.1944:
до 1 грудня 1943
до 30 квітня 1944
до 19 серпня 1944
до 31 грудня 1944

1944 рік позначився масштабним наступом СРСР на всьому фронті. Радянські війська захопили всю Білорусь, Україну, Крим, Прибалтику, Східну Польщу, вивели з війни Фінляндію та Румунію і почали облогу Будапешту.
- 5 січня — СРСР здобув Кіровоград (УРСР).
- 27 січня — СРСР зняв блокаду з Ленінграда.
- 11 лютого — СРСР здобув Рівне, Луцьк, Волинь (окуповану ним до цього у 1939)
- 17 лютого — СРСР завершив Корсунь-Шевченківську операцію.
- 17 квітня — СРСР здобув Правобережну Україну та північну Бессарабію.
- 12 травня — СРСР здобув Крим.
- 22 червня — СРСР розпочав Білоруську операцію.
- 4 липня — СРСР здобув Мінськ.
- 20 липня — СРСР здобув Вільнюс (Литва).
- 27 липня — СРСР здобув Львів (окупований ним до цього у 1939)
- 2 серпня — СРСР здобув Люблін (Польща).
- 9 серпня — СРСР здобув Карелію. Фінляндія вийшла з війни.
- 10 серпня — СРСР здобув Естонію.
- 29 серпня — СРСР здобув Галичину, південну Бессарабію та Східну Румунію.
- 29 жовтня — СРСР здобув більшу частину Угорщини і розпочав наступ на Будапешт.
- 24 листопада — СРСР здобув країни Прибалтики (окуповані ним до цього у 1940).

### 1945

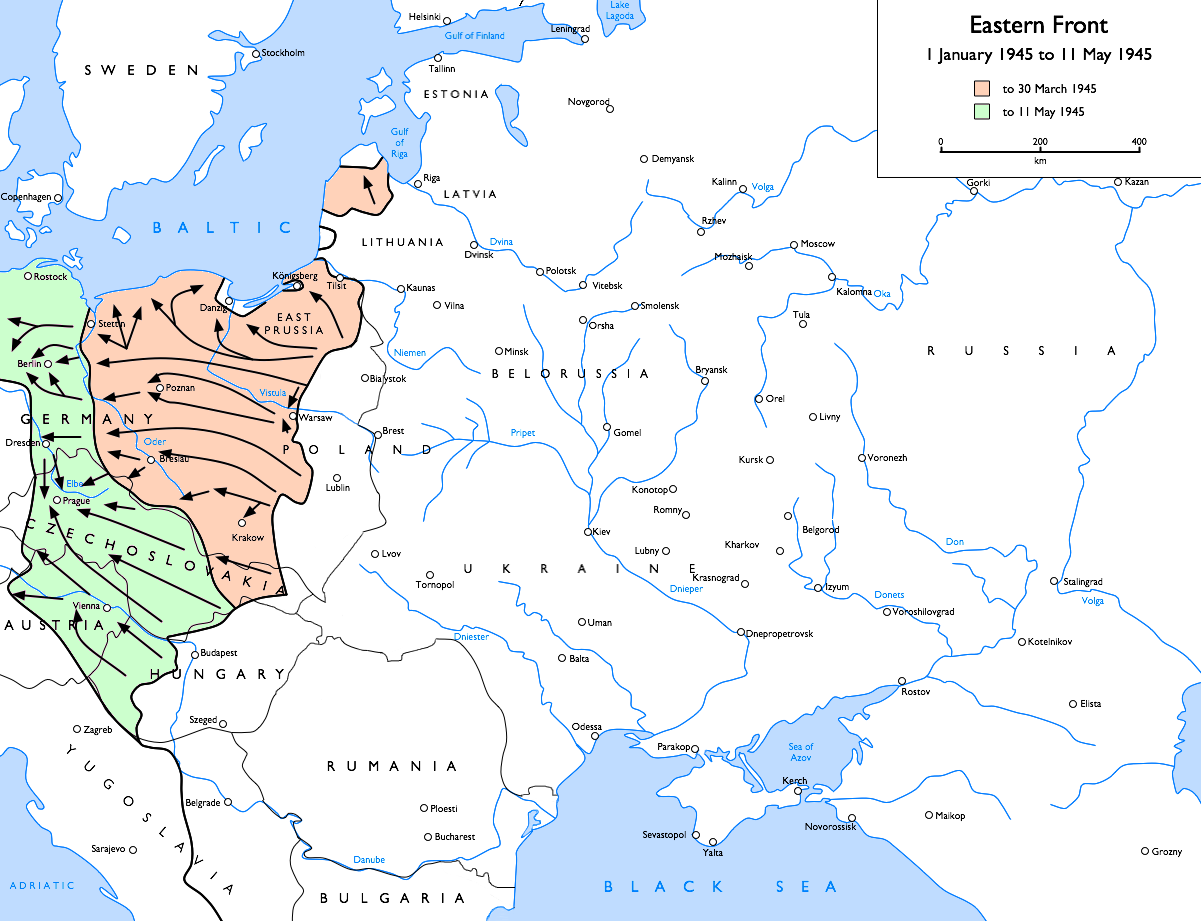
Наступ СРСР: 1.1.1945 — 7.5.1945:
до 30 березня 1945
до 11 травня 1945

1945 рік позначився приходом військ СРСР до країн Східної Європи та насильним встановленням комуністичних урядів в цих країнах. Радянські війська окупували Східну Пруссію, Західну Польщу, Східну Австрію, Словаччину, Чехію та Бранденбург. Після падіння Берліна Німеччина підписала капітуляцію, яка завершила німецько-радянську війну та поклала край Другій світовій війні на європейському театрі бойових дій.
- 13 січня — СРСР розпочав наступ у Східну Пруссію.
- 17 січня — СРСР здобув Варшаву (Польща).
- 19 січня — СРСР здобув Краків (Польща).
- 28 березня — СРСР здобув Данциг (Пруссія, Німеччина).
- 9 квітня — СРСР здобув Кьонігсберг (Пруссія, Німеччина).
- 4 квітня — СРСР здобув Братиславу (Словаччина).
- 15 квітня — СРСР здобув Відень (Австрія).
- 16 квітня — СРСР розпочав битву за Берлін.
- 2 травня — СРСР здобув Берлін (Пруссія, Німеччина).
- 8 травня — Німеччина підписала капітуляцію.
- 9 травня — СРСР здобув Прагу (Чехія).

О 22 годині 43 хвилини за центрально-європейським часом 8 травня 1945 року війна в Європі завершилася беззастережною капітуляцією збройних сил Німеччини. Бойові дії цієї війни тривали 1418 днів. Проте, прийнявши капітуляцію, Радянський Союз не підписав миру з Німеччиною, тобто формально залишився з нею у стані війни. Війна з Німеччиною була формально закінчена 25 січня 1955 року виданням Президією Верховної Ради СРСР Указу «Про припинення стану війни між Радянським Союзом і Німеччиною».
Перемогу у війні святкують 9 травня 1945, в день підпису капітуляції Німеччини за московським часом (в Європі ще був день 8 травня). Проте інколи в радянській історіографії закінчення цієї війни відносять на 2 вересня 1945 — дату капітуляції Японії.
24 червня 1945 року у Москві на Красній площі відбувся Парад Перемоги. На Потсдамській конференції (липень-серпень 1945 року) керівників СРСР, Великої Британії і США була досягнута домовленість з питань післявоєнного облаштування Європи.

## Українські фронти Червоної армії
З 20 жовтня 1943 року Воронезький, Степовий, Південно-Західний і Південний фронти були перейменовані відповідно в 1-й, 2-й, 3-й та 4-й Українські фронти.
| Назва фронту                               | Дата та метод створення                                                                                            | Склад | Військові операції фронту | Командувачі фронтом |
| ------------------------------------------ | --- | --- | --- | --- |
| Перший Український                         | 20 жовтня 1943 року згідно з наказом Ставки ВГК від 16.10.1943 р. шляхом перейменування Воронезького фронту.       | 13-та, 27-ма, 38-ма, 40-ва, 47-ма, 60-та, 3-тя гвардійська танкова та 2-га повітряна армії. Надалі — 1-ша, 3-тя, 5-та гвардійські, 6-та, 18-та, 21-ша, 28-ма, 31-ша, 52-га, 59-та, 1-ша і 4-та гвардійські, 1-ша, 2-га, 4-та і 6-ша танкові, 8-ма повітряна та 2-га армія Війська Польського.  | Київська наступальна операція (3–13 листопада 1943 р.) Київська оборонна операція (13 листопада — 23 грудня 1943 р.) Житомирсько-Бердичівська операція (24 грудня 1943 р. — 14 січня 1944 р.) Корсунь-Шевченківська операція (24 січня — 17 лютого 1944 р.) Проскурівсько-Чернівецька операція (4 березня — 17 квітня 1944 р.) Львівсько-Сандомирська операція (13 липня — 29 серпня 1944 р.) Східно-Карпатська операція (8 вересня — 28 жовтня 1944 р.), складова — Карпатсько-Дуклінська операція (8 вересня — 28 жовтня 1944 р.) Сандомирсько-Сілезька операція (12 січня — 3 лютого 1945 року) Вісло-Одерська операція (12 січня — 3 лютого 1945 р.) Нижньосілезька операція (8 лютого −24 лютого 1945 р.) Верхньосілезька операція (15 березня — 31 березня 1945 р.) Берлінська операція (16 квітня — 8 травня 1945 р.) Празька операція (6 травня — 11 травня 1945 р.) | Генерал армії Ватутін М. Ф. (жовтень 1943 р. — березень 1944 р.) Маршал Радянського Союзу Жуков Г. К. (березень-травень 1944 р.) Маршал Радянського Союзу Конєв І. С. (травень 1944 р. — до кінця війни)                     |
| Другий Український                         | 20 жовтня 1943 року на підставі наказу Ставки ВГК від 16.10.1943 р. шляхом перейменування Степового фронту         | 4-та, 5-та і 7-та гвардійські, 37-ма, 52-га, 53-тя, 57-ма армії, 5-та гвардійська танкова і 5-та повітряна армії. Надалі — 9-та гвардійська, 27-ма, 40-ва, 46-та армії, 6-та (з вересня 1944 р. 6-та гвардійська) і 2-га танкова армії, кінно-механізована група, румунські 1-ша і 4-та армії. | Кіровоградська операція (1–16 січня 1944 р.) Корсунь-Шевченківська операція (24 січня — 17 лютого 1944 р.) Умансько-Ботошанська операція (5 березня — 17 квітня 1944 р.) Ясько-Кишинівська операція (20–29 серпня 1944 р.) Дебреценська операція (6–28 жовтня 1944 р.) Західно-Карпатська операція (12 січня −18 лютого 1945 р.) Будапештська операція (29 жовтня 1944 р. — 13 лютого 1945 р.) Віденська операція (16 березня −15 квітня 1945 р.) Братиславсько-Брновська операція (25 березня — 5 травня 1945 р.) Празька операція (6 травня — 11 травня 1945 р.) | Генерал армії, з лютого 1944 року Маршал Радянського Союзу Конєв І. С. (жовтень 1943 р. — травень 1944 р.) Генерал армії, з вересня 1944 року Маршал Радянського Союзу Малиновський Р. Я. (травень 1944 р. — до кінця війни) |
| Третій Український                         | 20 жовтня 1943 року згідно з наказом Ставки ВГК від 16.10.1943 р. шляхом перейменування Південно-Західного фронту. | 1-ша і 8-ма гвардійські, 6-та, 12-та, 46-та і 17-та повітряна армії. Надалі — 5-та ударна, 4-ма і 9-та гвардійські, 26-та, 27-ма, 28-ма, 37-ма, 57-ма, 6-та гвардійська танкова армії, 1-ша, 2-га і 4-та болгарські армії.                                                                     | Нікопольсько-Криворізька операція (30 січня — 29 лютого 1944 р.) Березнегувато-Снігурівська операція (6–18 березня 1944 р.) Одеська операція (26 березня −14 квітня 1944 р.) Ясько-Кишинівська операція (20–29 серпня 1944 р.) Белградська операція (28 вересня — 20 жовтня 1944 р.) Будапештська операція (29 жовтня 1944 р. — 13 лютого 1945 р.) Балатонська оборонна операція (1–15 березня 1945 р.) Віденська операція (16 березня −15 квітня 1945 р.) | Генерал армії Малиновський Р. Я. (жовтень 1943 р. — травень 1944 р.) Генерал армії, з вересня 1944 року Маршал Радянського Союзу Толбухін Ф. І. (травень 1944 р. — до кінця війни)                                           |
| Четвертий Український (першого формування) | 20 жовтня 1943 року на підставі директиви Ставки ВГК від 16.10.1943 р. шляхом перейменування Південного фронту     | 2-га і 3-тя гвардійські, 5-та ударна, 28-ма, 44-та, 51-ша і 8-ма повітряна армії | Мелітопольська операція (26 вересня — 5 листопада 1943 р.) Нікопольсько-Криворізька операція (30 січня — 29 лютого 1944 р.) Кримська операція (8 квітня −12 травня 1944 р.) | Генерал армії Толбухін Ф. І. (жовтень 1943 р. — травень 1944 р.) |
| Четвертий Український (другого формування) | 5 серпня 1944 року на підставі директиви Ставки ВГК від 30.07.1944 р.                                              | 1-ша гвардійська, 18-та і 8-ма повітряна армії. Надалі, у різний час — 38-ма і 60-та армії. | Східно-Карпатська операція (8 вересня — 28 жовтня 1944 р.), складові — Карпатсько-Дуклінська операція (8 вересня — 28 жовтня 1944 р.) та Карпатсько-Ужгородська операція (9 вересня — 28 жовтня 1944 р.) Вісло-Одерська операція (12 січня — 3 лютого 1945 р.) Західно-Карпатська операція (12 січня −18 лютого 1945 р.) Моравсько-Остравська операція (10 березня — 5 травня 1945 р.) Празька операція (6 травня — 11 травня 1945 р.) | Генерал-полковник, з жовтня 1944 року генерал армії Петров І. Ю. (серпень 1944 р. — березень 1945 р.) Генерал армії Єрьоменко А. І. (березень 1945 р. — до кінця війни)                                                      |

## Військові операції

### Найбільші битви війни
| - Оборона Заполяр'я (29 червня 1941 — 1 листопада 1944) - Битва за Москву (30 вересня 1941 — 20 квітня 1942) - Блокада Ленінграда (8 вересня 1941 — 27 січня 1944) - Ржевська битва (8 січня 1942 — 31 березня 1943) - Сталінградська битва (17 липня 1942 — 2 лютого 1943) - Битва за Кавказ (1942—1943) (25 липня 1942 — 9 жовтня 1943) - Битва на Курській дузі (5 липня — 23 серпня 1943) | - Дніпровсько-Карпатська операція (24 грудня 1943 — 17 квітня 1944) - Операція «Багратіон» (23 червня — 29 серпня 1944) - Прибалтійська операція (1944) (14 вересня — 24 листопада 1944) - Будапештська операція (29 жовтня 1944 — 13 лютого 1945) - Вісло-Одерська операція (12 січня — 3 лютого 1945) - Східно-Пруська операція (13 січня — 25 квітня 1945) - Берлінська операція (16 квітня — 8 травня 1945) |

### Військові операції на території УРСР
| - Прикордонні битви (1941) - Битва за Київ (1941) - Битва під Уманню - Оборона Одеси (1941) - Барвінково-Лозовська операція - Харківська операція 1942 - Ізюм-Барвінківська операція - Бєлгородсько-Харківська операція - Донбаська операція (1943) - Битва за Дніпро - Чернігівсько-Полтавська стратегічна операція - Чернігівсько-Прип'ятська наступальна операція | - Дніпровська повітряно-десантна операція - Битва за Київ (1943) - Житомирсько-Бердичівська наступальна операція 1943-1944 - Кіровоградська операція - Рівненсько-Луцька операція - Корсунь-Шевченківська операція - Проскурівсько-Чернівецька операція - Умансько-Ботошанська операція - Березнегувато-Снігурівська наступальна операція - Львівсько-Сандомирська операція - Східно-Карпатська операція - Карпатсько-ужгородська наступальна операція 1944 |

## Головні полководці війни
| СРСР - Йосип Сталін - Георгій Жуков - Костянтин Рокоссовський - Іван Конєв - Борис Шапошніков - Олександр Василевський - Родіон Малиновський - Іван Черняховський - Іван Баграмян - Кирило Мерецков - Іван Петров - Семен Тимошенко - Семен Будьонний - Федір Толбухін - Микола Ватутін - Климент Ворошилов - Андрій Єременко - Микола Кузнецов | Німеччина - Адольф Гітлер - Федор фон Бок - Ернст Буш - Гайнц Ґудеріан - Евальд фон Кляйст - Гюнтер фон Клюге - Георг фон Кюхлер - Вільгельм фон Лееб - Вільгельм фон Ліст - Еріх фон Манштейн - Вальтер Модель - Фрідріх Паулюс - Герд фон Рундштедт - Фердинанд Шернер - Ергард Раус |

## Українці у роки війни
Див. також: Українська культура в роки Німецько-радянської війни

### У лавах Червоної армії
На думку дослідника історії Другої світової Івана Муковського, протягом перших місяців війни з 16 областей України (за неповними даними) військкоматами було мобілізовано близько 2,516 млн осіб. На боротьбу з ворогом стали 1,3 млн бійців народного ополчення з лівобережних та південних областей нашої країни. А всього в 1941 р. до Червоної армії та Військово-морського флоту було направлено близько 3,185 млн громадян УРСР. Поповнюючи здебільшого з'єднання Південного й Південно-Західного фронтів, мешканці України склали основу 37, 38, 40-ї армій, 13 та 17-ї стрілецьких бригад. Завдяки мобілізаційним акціям питома вага громадян України у частинах, що воювали на південно-західному напрямі, сягнула 50 %. Це значно перевищувало відсоток вихідців з України в цілому по діючій армії.
Жителів України мобілізовували до складу всіх чотирьох українських фронтів, і цей процес тривав до кінця 1944 р. Так, як зазначає кандидат історичних наук Владислав Гриневич, улітку 1943 р. в Сталінській (нині Донецька) області передовими частинами було призвано і мобілізовано 12 860 осіб, у Сумській — 24 031 особу. У визволених від німців районах налагоджували свою роботу й військкомати.
Загалом у другій половині 1944 р. у загальновійськових арміях 1-го Українського фронту мешканці України становили від 60 до 70 %, а в окремих арміях 2-го і 3-го Українських фронтів — перевищували 50 %. Як зазначають дослідники, впродовж 1943—1945 рр. червоноармійцями стали близько 4,5 млн українців.
Таким чином, упродовж 1943—1944 рр. Червона армія залучила у свої ряди, за підрахунками фахівців, понад 3 млн осіб або 10 % усього населення України (у Волинській області цей показник склав 16 %). У військах 1–4 українських фронтів (переважно в піхотних частинах і з'єднаннях) українці становили 60–80 %.

## Наслідки та втрати німецько-радянської війни

### Втрати
Згідно з розсекреченими даними Держплану СРСР, втрати Радянського Союзу в Другій світовій війні становили 41 мільйон 979 тисяч осіб, а не 27 мільйонів, як вважалося раніше. Офіційна кількість загальних втрат з боку Німеччини — 12,5 млн осіб. Це число назвав Гітлер за два місяці до своєї загибелі.

#### Українці
За підрахунками інституту історії України НАН України, в лавах Червоної армії загинуло 3,5–4 млн українців, у партизанських формуваннях — від 40 до 60 тис., у загонах ОУН та УПА — понад 100 тис. Прямі людські втрати України, за оцінками цього інституту, становлять 8–10 млн, демографічні — 10–13 млн осіб.

#### Загальні
В результаті німецько-радянської війни загинуло понад 30 мільйонів осіб. Це був найкривавіший театр воєнних дій в ході Другої світової війни. В боях була задіяна найбільша кількість сухопутних сил за всю історію воєн 20 століття. Конфлікт супроводжувався великими втратами як серед військових, так і цивільного населення. Характерною ознакою протистояння була ідеологічна боротьба — комунізму і націонал-соціалізму, яка сприяла жорстокості у війні. Під час конфлікту обидві сторони широко застосовували тактику «випаленої землі», масові розстріли, знищення населених пунктів тощо.
Жертвами даної війни стали, за деякими оцінками, близько 27 млн громадян СРСР. (Офіційна кількість втрат з боку Німеччини — 13 млн осіб.) За підрахунками інституту історії України НАН України, в лавах Червоної армії загинуло 3,5–4 млн українців, у партизанських формуваннях — від 40 до 60 тис., у загонах ОУН та УПА — понад 100 тис. Прямі людські втрати України, за оцінками цього інституту, становлять 8–10 млн, демографічні — 10–13 млн осіб. 14 лютого 2017 в Державній Думі Російської Федерації озвучили нові дані щодо втрат СРСР у Другій світовій війні. Згідно з розсекреченими даними Міністерства оборони РФ, втрати Радянського союзу у Другій світовій війні становлять 41 мільйон 979 тисяч, а не 27 мільйонів, як вважали раніше.
На території України німці спалили разом із мешканцями 250 сіл. У 230 концтаборах і гетто, а також в інших місцях масового знищення від рук нацистів загинуло 5,5 млн людей. Близько 2,5 млн полягло на фронтах. З 2,8 млн людей, яких гітлерівці вивезли до Німеччини з СРСР для роботи на промислових підприємствах і в сільському господарстві, близько 2,4 млн осіб були з України. Втрати українського народу у війні становлять 40–44 % від загальних втрат СРСР.

## Пам'ять
Лише з 1965 року, фактично 20 років потому, в СРСР 9 травня почав святкуватися як День Перемоги, який був оголошений, як «Свято Перемоги радянського народу у Великій Вітчизняній війні 1941—1945 років». Серед окремих колишніх радянських республік День Перемоги є державним святом — в Росії, Казахстані, Білорусі, Україні, Азербайджані, Узбекистані.[джерело?]
У багатьох містах Радянського союзу споруджено пам'ятники та меморіальні комплекси Великій Вітчизняній війні. В Україні є:
- понад 28 тисяч братських та поодиноких могил полеглих у цій війні[31],
- 45 тисяч пам'ятників і обелісків.[32]

Серед найбільших — Національний музей історії України у Другій світовій війні з пам'ятником «Батьківщина-Мати» та Могила невідомого солдата в Києві, Меморіал героїчної оборони Одеси, Аджимушкайські каменярні, Монумент Слави в Львові та інші.
Подіям Німецько-радянської війни присвячені численні кінофільми, документальні (наприклад, «Сталінград», 1943 та ін.) та художні («Хроніка пікіруючого бомбардувальника», 1967; «Сімнадцять миттєвостей весни», 1973 та інші). Події війни знайшли відбиття і в численних літературних, музичних (наприклад, Симфонія № 7 Д. Шостаковича) творах.

## Міфи та фальсифікації радянської історіографії
За часів СРСР і в сучасній Росії Німецько-радянську війну, підміняють терміном «Велика Вітчизняна війна». Термін «Велика Вітчизняна війна» відображає радянську історіографічну та ідеологічну концепцію, створену СРСР і досі настирливо використовувану Російською Федерацією як альтернатива терміну «Друга світова війна» в надії зберегти вплив на Україну і пострадянські республіки.[джерело?]

### Міф про напад без оголошення війни
Приблизно о пів на четверту ночі 22 червня 1941 року німецький посол в Москві, фон Шуленбург, стоячи перед наркомом закордонних справ Радянського Союзу В'ячеславом Молотовим, зачитував текст німецької декларації про «військових контрзаходи проти СРСР». За вказівкою Гітлера в декларації не згадувалися слова «війна» і «напад».
Сам Молотов в своїх мемуарах писав, що, коли Шуленбург читав текст декларації, його голос тремтів, а очі були повні сліз. Вислухавши посла, нарком довго мовчав, а потім тихо вимовив: «Це війна? Ви вважаєте, ми її заслужили?» Ледве стримуючи себе, німецький посол додав від себе, що не схвалює рішення свого уряду (В. М. Молотов писав в мемуарах одне, а в офіційній промові говорив зовсім інше).
У ці ж хвилини в Берліні радянського посла Деканозова прийняв міністр закордонних справ Третього рейху Ріббентроп. Ріббентроп вручив Деканозову декларацію про оголошення війни. Вражений посол досить швидко прийшов до тями і різко заявив: «Ви пошкодуєте про те, що зробили цей напад! Ви за це дорого заплатите!». Він піднявся, вклонився і, не подаючи руки Ріббентропу, попрямував до дверей. Проводжаючи посла, міністр шепотів: «Я був проти цього нападу»[неавторитетне джерело].

### Міф про те, що війна для України почалася 22 червня 1941 року
Ще до початку Другої світової війни, з 14 по 18 березня 1939 року, українці Карпатської України воювали за незалежність проти Угорщини, яку підтримувала гітлерівська Німеччина, хоча і президент цієї української держави Августин Волошин одразу після проголошення її незалежності ж звернувся з телеграмою особисто до Адольфа Гітлера з проханням про визнання Карпатської України під охороною Третього Рейху та недопущення її захоплення Королівством Угорщина, після цього, вранці німецький консул у Хусті порадив українцям «не чинити опір угорському вторгненню, бо німецький уряд у цій ситуації не може, на жаль, прийняти Карпатську Україну під протекторат».. Коротка боротьба Карпатської України коштувала близько 430 життів її захисників.
Українці у складі армії Польської республіки почали воювати з Німеччиною з 1 вересня 1939 року.
Уже у перший день війни німецька авіація бомбила Львів, упродовж першої половини вересня — Луцьк, Івано-Франківськ (тоді Станіславів), Тернопіль, Дрогобич, Сарни, Яворів, Стрий та інші українські міста.
Серед мільйона польських військових, 106—112 тисяч (за деякими оцінками, до 120 тисяч) були українцями. У боях у вересні 1939 року загинуло близько 8 тисяч українців-громадян Польщі.
Від 17 вересня 1939 року у конфлікт вступила Червона армія. Після вторгнення радянських військ на територію Польщі українці брали участь у бойових діях і на боці Польщі, і на боці СРСР.
Після Вересневої кампанії у німецькому полоні опинилося близько 60 тисяч українців, до радянського полону потрапило понад 20 тисяч.
У лавах Червоної армії українці брали участь у радянсько-фінській війні 1939—1940 років. Зокрема, на боці СРСР воювали 44-та та 70-та стрілецькі дивізії, які комплектувалися в Україні. Перша з них потрапила в котел у битві під Суомуссалмі 7 грудня 1939 — 8 січня 1940 рр. 44-та дивізія майже вся загинула — втрата  близько 17,5 тисяч осіб перевищила 70 % особового складу. Майже 1 200 бійців потрапили в полон. Кількість загиблих українців у радянсько-фінській війні оцінюють щонайменше в 27 тисяч осіб (за деякими даними — 40 тисяч).
Трагедією українського народу була відсутність власної держави, а отже, його розподіл між усіма воюючими сторонами у цьому конфлікті. На момент початку німецької агресії проти СРСР українці вже більше двох років перебували у вирі великої війни.

### Міф про те, що Вермахт був сильніший за Червону армію на початку війни
Радянський Союз на кінець 1930-х років — наймілітаризованіша держава світу. До червня 1941 року чисельність Червоної армії ще значно збільшили. Адже з 1 вересня 1939 року в СРСР ввели загальний військовий обов'язок. Кількість особового складу збільшилася майже втричі: з 1 мільйона 943 тисяч у вересні 1939 року до 5 мільйонів 710 тисяч у червні 1941 року.
Попри це, у 1941 році Вермахт усе ще випереджав Червону армію за цим показником — 8 мільйонів 300 тисяч проти 5 мільйонів 700 тисяч. На початок червня 1941 року Німеччина уже провела мобілізацію, а СРСР — ні. Загальна мобілізація розпочалася тільки з моменту нападу. Радянський потенціал збільшення особового складу був колосальний: лише з території України впродовж першого року війни мобілізували майже 3 мільйони 200 тисяч осіб.
У червні 1941 року співвідношення сил сторін на радянсько-німецькому кордоні виглядало таким чином:

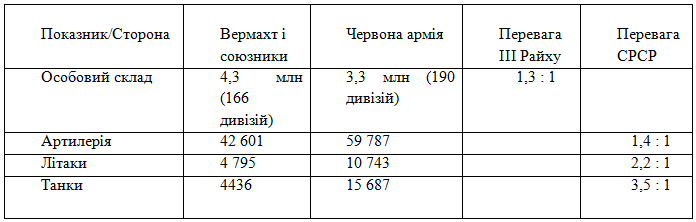
Cпіввідношення сил сторін на радянсько-німецькому кордоні у червні 1941 року

По деяких показниках СРСР у рази переважав супротивника. 59 787 радянських гармат і мінометів проти 42 601 гармати у противника означало співвідношення 1,4:1 на користь Червоної армії.
Відомі дослідникам дані стверджують радянську перевагу у бронетанковій техніці майже учетверо: 15 687 радянських танків (щоправда, враховуючи й ті, що потребували ремонту) проти 4 436 танків і штурмових гармат Вермахту.
Інші підрахунки (тільки справних танків) також підтверджують радянську перевагу: 12 379 радянським танкам протистояли 3 266 німецьких танків і танкеток та 402 танки їхніх союзників.
На середину 1941 року Вермахт не мав у підпорядкуванні жодного важкого танка. Червоній армії протистояли лише 439 нових середніх танків та близько 3500 легких. Радянське командування зосередило у прикордонних округах 636 важких танків КВ, 1225 середніх танків Т-34 та понад 10 тисяч легких.
Подвійна перевага була у радянської авіації: 10 743 радянських літаки проти 4 795 у Люфтваффе.
Таким чином, на 22 червня 1941 року Німеччина та її союзники мали певну перевагу в чисельності особового складу, проте суттєво поступалися СРСР у технічному оснащенні.
Таке співвідношення сил робило колосальну технічну перевагу Червоної армії найбільшою проблемою для німецького командування.
Особливо потужним було угрупування радянських військ на території України. Станом на 21 червня 1941 року співвідношення сил і засобів сторін, призначених для ведення збройної боротьби на теренах України, було таким:

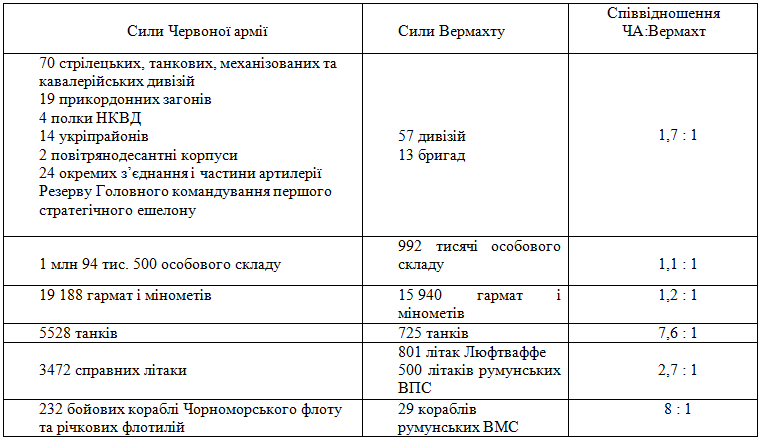
Співвідношення сил і засобів сторін, призначених для ведення збройної боротьби на теренах України станом на 21 червня 1941 року

У червні 1941 року Вермахт не мав явної кількісної переваги над Червоною армією. За чисельністю основних видів військової техніки Вермахт значно їй поступався. Проте підготовка особового складу та рівень експлуатації військової техніки у Вермахті були вищими, ніж у Червоній армії.
Явною перевагою Вермахту було те, що зосереджені для нападу на СРСР війська були розгорнуті й перебували в повній бойовій готовності. Червона армія ще тільки починала зосередження та розгортання військ на західному кордоні.
Німецькі війська мали досить високий бойовий дух і розраховували на ще одну блискавичну війну. Влітку 1941 року Вермахт був найсильнішою армією світу, що робило його дуже серйозним супротивником.
І якщо радянським конструкторам вдалося ще до війни створити техніку, яка відповідала тодішньому світовому рівню військово-технічних розробок або навіть перевищувала його, то Червона армія ще тільки мала навчитися вправно володіти цією технікою.
Тож теза про те, що поразки Червоної армії у 1941 році спричинила кількісна перевага ворога — не відповідає дійсності.

### Міф про вивезення чорнозему з України
Беручи до уваги поганий стан радянських доріг і не дуже щільну мережу залізниць, не дивно, що німці постійно мали клопіт з постачанням до військ необхідних матеріалів. Водночас викопування, завантаження і транспортування землі — вельми працемісткий процес, а сама земля, навіть найродючіша, не дає миттєвого економічного ефекту. Відповідно, обираючи між вивезенням марганцевої чи залізної руди і чорноземом, німці схилялися на користь руди.
У повоєнні часи деякі дослідники сконцентрували свою увагу на темі награбованих нацистами на сході багатств. Серед них, наприклад, автор з Німецької демократичної республіки Н. Мюллер, українець із Франції В. Косик та ін. В жодному дослідженні, що базувалося на ґрунтовних нацистських архівах, про вивезення з України чорнозему не йдеться.
Попри загальну поширеність та майже всенародний статус цього міфу в Україні, він є радше плодом розбурханої уяви «очевидців».

### Міф про Велику Вітчизняну війну
Але байка про «напад без оголошення війни» — тільки частина головного міфу. В якому важливі ще кілька тверджень:
- про мирний характер СРСР;
- про неготовність СРСР до війни.

Промовами Молотова і Сталіна почав створюватися міф про Велику Вітчизняну війну. Суть міфу приблизно така: радянські люди в 1930-ті роки мирно працювали. Створювалася індустріальна база нового, щасливого життя в СРСР. Радянські люди не хотіли нікого завойовувати і ні з ким не збиралися воювати. Вони були щасливі своєю працею, під керівництвом своїх мудрих керівників. «Тільки Радянський Союз неухильно проводив політику миру, політику організації колективної відсічі агресорам і підтримки народів, що стали жертвами агресорів».
- Німеччина запропонувала СРСР укласти пакт про ненапад. Радянський Союз змушений був укласти цей пакт з метою самооборони і для того, щоб не дати скластися загальному фронту імперіалістичних держав проти СРСР.
- 1 вересня 1939 Німеччина напала на Польщу, тим самим почавши Другу світову війну. Західні держави зрадили Польщу, і тільки СРСР здійснив окупував Західну Україну і Західну Білорусь, уклав пакти про взаємодопомогу з Литвою, Латвією та Естонією.
- 22 червня 1941 року гітлерівська Німеччина раптово і віроломно, без оголошення війни напала на Радянський Союз. Вона мала колосальну перевагу в озброєннях і в техніці, тому що Гітлер мав ресурси всієї Європи. 1941 року почалася Велика Вітчизняна війна. Це була війна за порятунок своєї Батьківщини. Ця війна не має нічого спільного з подіями 1939—1941 років. Велика Вітчизняна війна — найважливіший епізод всієї Другої світової війни. Решта фронтів і театрів військових дій менш важливі, головне робилося тільки тут.
- Участь у Великій Вітчизняній війні є великий подвиг і колосальна заслуга. Якщо хтось із радянських людей воював на боці Гітлера — то він огидний зрадник, а його поведінка абсолютно «нетипова».
- Завдяки своїй військово-технічній перевазі Гітлер зміг завдати тимчасової поразки Радянському Союзу. Але радянські люди — патріоти своєї соціалістичної Батьківщини. Вони ще тісніше згуртувалися навколо Комуністичної партії і під керівництвом свого геніального вождя і вчителя, видатного полководця Й. Сталіна піднялися на священну визвольну війну і дали ворогові нищівну відсіч. Геніальний план великого Сталіна, «десять сталінських ударів», привів фашистську Німеччину і всіх її союзників до цілковитого ураження.
- «Фашисти» керувалися антинауковим, реакційним вченням про нерівність людських рас. Вони хотіли винищити мільйони ні в чому не винних людей за національною ознакою, а інших перетворити на своїх рабів. Жахливі, що не мають аналогій в історії злочини фашистів засудив глибоко законний і прогресивний міжнародний Нюрнберзький процес[джерело?].
- Перемога «німецько-фашистських агресорів» була б найбільшим нещастям для людства. Вона привела б до знищення сучасної цивілізації, поневолення і фізичного винищення десятків мільйонів людей.
- В СРСР при владі перебувала найбільш передова суспільна теорія Карла Маркса і В. Леніна, марксизм-ленінізм. Вона не має нічого спільного з расовою теорією і людиноненависницьким вченням «фашистів». За допомогою цієї теорії Росія пройшла шлях від дерев'яної сохи до індустріальної цивілізації і вказала тим самим шлях всьому світу.
- Прогресивне людство в особі СРСР перемогло «фашистів» — мракобісів і негідників, душителів найкращого. Цінність цієї перемоги абсолютно очевидна і ніколи ніким не зможе бути поставлена під сумнів. «Радянський народ своєю самовідданою боротьбою врятував цивілізацію Європи від фашистських погромників. У цьому велика заслуга радянського народу перед історією людства».

#### Суть міфу
Міфологічно вже сама назва події: Велика Вітчизняна війна. З грандіозної події світового масштабу, Другої світової війни 1939—1945 років довільно вирізують шматок, якому надається своє самостійне значення.
В СРСР послідовно вважали Велику Вітчизняну найважливішою частиною Другої світової. Радянські історики вважали головною подією Другої світової війни битва під Сталінградом в 1942—1943 рр. («Найвидатнішу перемогу в історії великих воєн»). Майже так само чинили американці, проголошуючи найважливішими подіями Другої світової війни військові дії на Тихому океані між американською та японською арміями і флотами. Вони проголошували головною битвою Другої світової битву за атол Мідуей в 1942-му. Також точно англійські історики проголошують головним боєм Другої світової війни Ель-Аламейн в Північній Африці.
Радянська фальсифікація грандіозніше за масштабами, але принципово така ж за змістом. У самій назві «Велика Вітчизняна» присутній емоційний, пропагандистський заряд.
Сталінський міф про Велику Вітчизняну війну не розділявся ні народом США, ні європейськими народами. Але він узгоджувався з міфами, які створювалися в цих країнах. Переможці у Другій світовій війні не потребували об'єктивної істини: на їх руках було занадто багато крові.
Незгодних було не так багато. На Заході вони мали право слова, але їхні думки не були популярні, не могли змінити громадської думки. А вся державна пропагандистська машина працювала на створення міфу. У кожній країні міф мав свої особливості: перебільшувалася роль «своєї» армії і «свій» вклад в загальну перемогу, страждання і втрати «свого» народу. Ці частини національних міфів були дуже схожі на радянський міф про Велику Вітчизняну війну.
В СРСР навіть заперечити проти міфу про Велику Вітчизняну означало заплатити життям за свою недоречну балакучість. Після Сталіна вже можна було ризикнути, але ж міф підтримувався не тільки державою. Народ був переважно згоден з цим міфом, гнів безлічі людей міг обрушитися на незгодного.

#### Зміни міфу після Сталіна
Деякі частини офіційного радянського міфу з самого початку приймалися не всіма людьми. Саме воювала покоління могло мати свою думку про якісь окремі події. Але це все були окремі приватні уточнення, чи не претендували на зміни головного в міфі. Та й не здатні його змінити.
Відразу після смерті Сталіна почав змінюватися і сам офіційний міф. Але змінювався він тільки в деталях.
Викриваючи «культ особи Сталіна», Микита Хрущов заговорив про «помилки» і «перегини» керівництва СРСР і командування армією, які вели до невиправданих втрат. Він поставив під сумнів осмисленість тих чи інших рішень.
Сама цифра втрат була переглянута. Сталін називав 7 мільйонів чоловік загиблих. При Хрущові офіційною цифрою стали 20 мільйонів загиблих радянських людей. Під час «перебудови» Горбачов назвав цифру в 27 мільйонів. При цьому народ в масі вважав, що вбили ще більше, але від людей це приховують.
У 90-ті роки стали ще відвертіше писати про втрати мирного населення. Наприклад, стали писати про голод в СРСР часів війни. Раніше тема була цілком забороненою. Стали писати про загороджувальні загони НКВС — теж абсолютно заборонена тема. Стали писати про те, що не «фашисти» вбили польських офіцерів в Катині, а НКВС.
Але залишалися незмінними головні тези:
- про віроломний напад без оголошення війни;
- участь СРСР у Другій світовій війні починалося з 1941 року;
- про військово-технічну слабкість СРСР;
- про військово-технічну перевагу Вермахту;
- про моральну правоту СРСР у цій війні.

Які б частини міфу і як ні змінювалися, на місці залишалося головне: «вони» планували війну, ми не хотіли війни. Всі «наші» дії до 1941 року пояснюються вимушеної самообороною. «Ми» воювали з Фінляндією, захоплювали Прибалтику, Буковину і частину Речі Посполитої тому, що обстановка нас до цього змушувала.
22 червня 1941 «вони» без попередження напали на «нас». Вони були дуже сильні, «ми» були слабші «них». Ціною колосальних втрат «ми» зуміли зупинити ворожий наступ. Ціною подвигу тилу «ми» зуміли створити потрібну кількість озброєнь і розгромити ненависного ворога.
Які б злочини не здійснювалися радянською стороною і які б неподобства ні творилися, але «ми» мали рацію, а «вони» були не праві. «Ми» добилися великої перемоги, і наша слава сяятиме в століттях.

### Міфи про Ленд-ліз
У радянській історіографії зазвичай стверджувалося, що розмір допомоги СРСР по ленд-лізу був досить малим — всього близько 4 % коштів, витрачених країною на війну, а танки і авіація поставлялися переважно застарілих моделей.
У нинішній російській історіографії досі постачання уявляють собі переважно у вигляді Північних конвоїв через Атлантику. Тут постаралися і підручники історії, і романи В. Пікуля.
Насправді майже половина, 47,1 %, постачання йшла через порівняно безпечний Тихоокеанський маршрут. Морська частина шляху від західного узбережжя США до далекосхідних портів СРСР займала 18-20 діб. Торгово-транспортні судна ходили тільки під радянським прапором. Все незамерзаючі протоки контролювалися Японією. Радянські кораблі піддавалися примусовому огляду, а іноді і топилися.
23,8 % поставок велися через Іран. Морська частина шляху від східного узбережжя США до берегів Ірану займала близько 75 днів. Небезпечний шлях через німецькі підводні човни в Атлантиці і через німецьку авіацію на Каспійському морі.
Через Аляску, Чукотку і Сибір, по маршруту «АлСиб» (Аляска — Сибір) було перекинуто 7925 літаків (2,6 % поставок).
Найшвидшим (і найнебезпечнішим) маршрутом були арктичні конвої. У липні-грудні 1941 року 40 % всього постачання йшло саме цим маршрутом, і близько 15 % відправлених вантажів виявлялося на дні океану. Морська частина шляху від східного узбережжя США до Мурманська займала близько 2-х тижнів. Всього через Північну Атлантику перекинули 22,6 % обсягу ленд-лізу.
За ленд-лізом СРСР отримав, за одними даними, 22 195 літаків різних типів, 12 980 танків, 13 000 зенітних і протитанкових гармат, 427 000 автомашин, 560 кораблів і судів, 35 тисяч мотоциклів, 8 071 трактор, 140 тисяч гвинтівок, 13 тисяч пістолетів, 345 735 тонн вибухових речовин, 127 000 тонн пороху, 11 000 товарних вагонів, 1981 локомотив, 90 вантажних суден, 4470 тисяч тонн продовольства, 2670 тисяч тонн нафтопродуктів, 15 417 000 пар армійських черевиків, 1540 тисяч ковдр і навіть 257 723 498 штук ґудзиків.
За іншими даними, СРСР отримав по ленд-лізу 622,1 тис. тонн залізничних рейок (56,5 % від власного виробництва), 1900 паровозів (в 2,4 рази більше, ніж випущено за роки війни в СРСР) і 11 075 вагонів (більше в 10,2 рази), 3 млн 606 тис. автопокришок (43,1 %), 610 тис. тонн цукру (41,8 %), 664,6 тис. тонн м'ясних консервів (108 %), 427 тис. автомобілів і 32 тис. армійських мотоциклів, при цьому в СРСР з початку війни до кінця 1945 року було випущено лише 265, 6 тис. автомобілів і 27 816 мотоциклів. США поставили 2 млн 13 тис. тонн авіабензину (разом з союзниками — 2 млн 586 тис. тонн) — майже дві третини пального, використаного за роки війни радянською авіацією.

### Катинське питання
Нацисти, знайшовши в 1943 році рештки розстріляних польських офіцерів створили спеціальну міжнародну комісію, під час розслідування якої доведена участь НКВС.
В СРСР доклали колосальних зусиль для того, щоб приховати сліди масового розстрілу поляків. Одним із способів стало відкриття меморіального комплексу на місці білоруського села Хатинь 5 липня 1969 року. Село було знищене до останньої людини нацистами і українськими колабораціоністами із 118-ого батальйону охоронної поліції в 1943 році. Комплекс присвячений пам'яті жителів білоруських сіл, повністю зруйнованих і знищених нацистами. Про трагедію Хатині випущено кілька барвистих альбомів, співали пісні і вели радіопередачі.
В результаті про Хатинь знають всі. Про Катинь, назва якої так схожа на Хатинь, не знає майже ніхто.[джерело?]
Після війни радянські окупанти знайшли всіх членів комісії, крім одного, і змусили їх підписатися під новою редакцією укладення: мовляв, поляків в Катині розстріляли нацисти, а «совєти» тут ні при чому.
17 січня 1973 року Герман Герлинг-Грудзинский, польський письменник, який живе в Італії, відвідав в Неаполі останнього учасника міжнародної Комісії 1943 року. 1955 року Пальмери категорично відмовився з ним зустрічатися, а ось в 1973 році — дав свідчення: «Не було ніяких сумнівів ні у кого з членів нашої комісії жодної застереження… висновок незаперечно. Його охоче підписали і проф. Марков (Софія), і проф. Гайок (Прага). Не треба дивуватися, що згодом вони відмовилися від своїх свідчень. Може бути, і я вчинив би точно так само, якби Неаполь був „звільнений“ СРСР… До цього дня перед моїми очима — польські офіцери на колінах, зі скрученими ззаду руками, стусаном ноги звалюється в могилу після пострілу в потилицю».
Катинь стала символом — таким же, як Освенцим і Ковентрі.
В Англії пам'ятник жертвам Катині поставлений в 1976 році на Гуннерсбергському кладовищі. Оскільки «посольство СРСР в Англії заявляло рішучі протести проти його встановлення», напис на пам'ятнику була зроблений дуже ухильно, — пам'ятник поставлений польським полоненим з Козельська, Старобільська і Осташкова, «зниклим безвісти» в 1940 році.
У Торонто, в Нью-Британі, в Коннектикуті, в Йоганнесбурзі є пам'ятники з написом: «Катинь, 1940. Пам'яті 14 500 військовополонених, замордованих катами Сталіна. Совість світу звертається до справедливості».
На Військовому кладовищі в районі Повонзки у Варшаві 31 липня 1981 року теж встановили пам'ятник. У ніч з 31 липня на 1 серпня на кладовищі в'їхали машини, вранці на місці пам'ятника було порожнє місце. Сьогодні Катинський хрест стоїть в самому центрі Кракова. Біля підніжжя пам'ятника завжди лежать живі квіти.

### Другий фронт
У радянській історіографії зазвичай стверджувалося, що союзники пізно відкрили Другий фронт тому що, після битви під Сталінградом і тим більше під Курськом правлячі кола США і Англії прийшли до висновку, що СРСР може один розгромити Німеччину. Подальше відкладання другого фронту ставало, з їхньої точки зору, невигідним.
Насправді Сталін ще восени 1941-го говорив, що СРСР не стримати натиску нацистів без другого фронту, тобто без висадки союзників у Франції.
Про «другий фронт» говорилося в ході радянсько-англійських і радянсько-американських переговорів 1942 року. 26 травня 1942 року в Лондоні був підписаний договір між СРСР і Британією. У травні-червні 1942 року у Вашингтоні пройшли радянсько-американські переговори. Вони завершилися 11 червня підписанням угоди.
Союзники домовилися про відкриття другого фронту в Європі влітку або восени 1943 року.
Але і після цього західні держави не поспішали з відкриттям другого фронту. Фактично ставка робилася на виснаження сил воюючих країн в кровопролитній війні і на розрахунок заощадити власні сили.
Втім, деякі західні політики прагнули відкрити другий фронт і раніше. Ті з них, хто побоювався швидкої перемоги Вермахту і повної поразки СРСР.
Тільки на Тегеранській конференції західні союзники назвали конкретні терміни вторгнення на континент: травень-червень 1944 року.
Наприкінці 1944 завдяки допомозі західних союзників, нацистські війська були повністю вигнані з Франції, Бельгії, Люксембургу, з більшої частини Італії і з багатьох районів Голландії. Загальна площа звільненої союзниками і місцевими силами Опору території склала 600 тис. квадратних кілометрів з населенням близько 76 млн осіб.

## Цікаве
Наприкінці 1940-х у СРСР були розгорнуті репресії проти ветеранів, як частина сталінських репресій. Зокрема у 1949 році, перед святкуванням 70-річчя Сталіна, у СРСР були репресовані фронтовики та інваліди. Частину з них розстріляли, іншу частину вивезли на далекі острови Півночі та у глухі кути Сибіру. Широко відомий Валаам — табір інвалідів Другої Світової війни розташований на острові Валаам (північна частина Ладозького озера), куди в 1950—1984 звозили інвалідів війни.